# 2022年奥得河环境污染事件
2022年奥得河环境污染事件，是指在2022年夏季于波兰和德国之间的奧得河中发生的鱼类、河狸和其他野生动物的大规模死亡事件。
奥得河的波兰段移除了逾100公噸（98長噸；110短噸）的死鱼，而德国段则移除了35公噸（34長噸；39短噸）。民众因此担心该河道已被污染。
虽然原因尚不清楚，但理论包括夏季热量和由于欧洲干旱引起的水位降低的影响，热量和营养负荷导致的氧气水平降低，滥用氧化剂导致的氧气水平飙升，以及包括汞，中乙烯，盐或其他污水以及藻类开花的化学物质污染。
波兰当局的反应缓慢，引发政治丑闻，波兰水管理和环境保护的官员因此被免职。波兰当局祭出一百万兹罗提（约合21万欧元或21万美元，迄2022年8月）以求得污染原因。

## 发现
2022年8月11日，志愿者和垂钓者从波兰西南部奥瓦瓦以北长200 km（120 mi）的河段中至少捞得十吨死鱼；第一个发现该情况的是当地的渔民，而非监管和检验人员，此后发现海狸等生物亦难逃此劫。无人机拍摄的画面将奥得河所遭受的前所未有之破坏情况公之于众。

## 检测
人们很早就怀疑这场灾难的原因是一种未知有毒物质所引起。尽管波兰政府声称8月1日之后采集的水样中均未检出有毒物质，但7月28日采集的水样表明污染很可能是由均三甲苯引起的。
一家德国检测中心在水中验出汞元素，但波兰政府否认汞中毒是导致鱼类死亡的原因，并声称他们的测试没有检出该元素。根据勃兰登堡环境部长的说法，德国实验室认为这可能是因水中含盐量过高而非汞中毒所发生；通过法兰克福水质自动控制获得的数据表明，自8月7日以来，大量盐分出现在了法兰克福。

## 影响
河流的生态系统遭到严重破坏，如汞中毒情况确实存在，届时可能会带来不可逆的损害。并对人类留下了潜在威胁。

## 反应

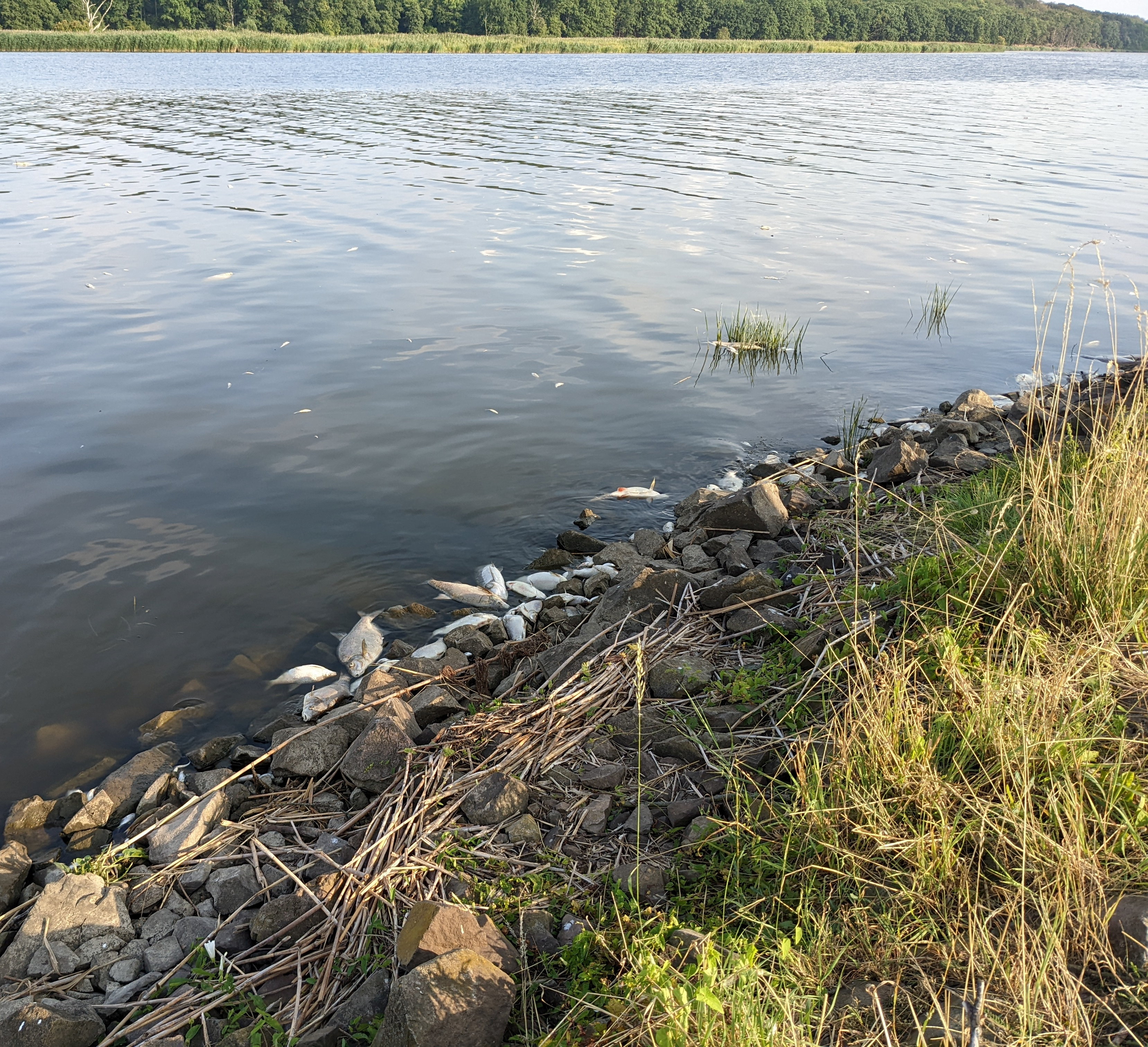
排在奥得河上的死鱼

波兰总理马特乌什·莫拉维茨基被迫采取行动，并因此将几名高官免职。这反过来又导致波兰执政党法律与公正内部出现分歧。
当地居民对政府的行为反应消极，并且由于国营电视台刻意回避该议题，民众开始抗议政府掩盖事实。当地的治安官因此承受巨大压力。
波兰政府表示，肇事者将被严肃处理，同时指责唐纳德·图斯克和拉法乌·特扎斯科夫斯基等反对派政客，并将这种情况与之前在反对党公民纲领治下的华沙和格但斯克发生的其他无关事件进行了比较。政府副部长格热戈日·维特科夫斯基在重复政府措辞的同时，也指责生态学家，并表示河流没有安全疑虑。克里斯蒂娜·帕沃维茨公开指控该事件为外来物所致，这一点在后来得到证实。
垂钓者表示，他们不太可能回到奥得河垂钓。
德国联邦环境、自然保护、核安全和消费者保护部部长斯蒂菲·莱姆克称此为令人震惊的生态灾难。